# Mokka (Stadt)
Mokka (von المخا al-Muchā, DMG al-Muḫā, auch Mukha, Mokha, englisch Mocha) ist eine ehemals blühende jemenitische Hafenstadt am Roten Meer. Sie liegt auf einer Höhe von 12 Metern über dem Meeresspiegel und hat ungefähr 10.000 Einwohner.
Nach dem einstigen Exporthafen für jemenitischen Kaffee wird Mokka, eine spezielle Art der Kaffeezubereitung, benannt.

## Geschichte

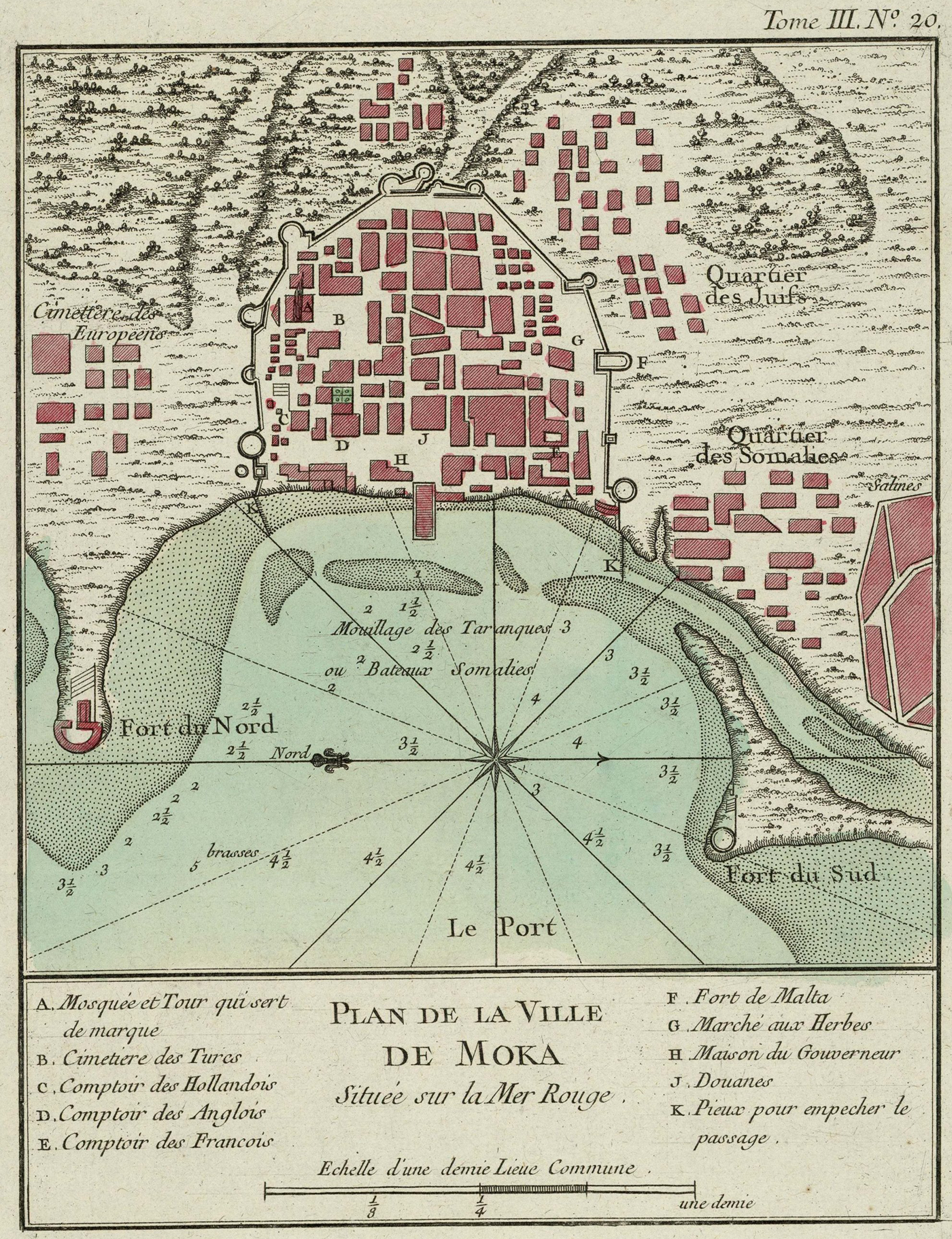
Karte der Stadt Mokka von Jacques-Nicolas Bellin aus dem Jahr 1764

Die Kaffeepflanze stammt wahrscheinlich vom gegenüber liegenden Äthiopien und hat im jemenitischen Hochland ihre Heimat. Aus den Anbauregionen in 1000 bis 2000 Metern Höhe wurden die Bohnen mit Kamelen zum Ausfuhrhafen gebracht. Bekannt wurde Mokka in Europa ab dem 16. Jahrhundert. 1554 wurde in Konstantinopel (Istanbul) ein Kaffeehaus eröffnet. 1615 kamen erstmals Kaffeebohnen aus Alexandria nach Venedig, wo 1645 das erste Kaffeehaus eröffnet wurde. Ihm folgten weitere nach: 1650 in Oxford, 1652 in London, 1659 in Marseille, 1663 in Amsterdam und Den Haag, 1672 in Paris, 1673 in Bremen, 1677 in Hamburg, 1685 in Wien, 1686 in Regensburg und 1694 in Leipzig.
Das Stadtbild war geprägt durch mehrstöckige, weiß verputzte Häuser wohlhabender arabischer Händler und ähnelte anderen Hafenstädten am Roten Meer, mit denen Mokka Waren austauschte und beim Handel mit Indien konkurrierte: Hodeida, al-Luhayya, Dschidda und auf der afrikanischen Seite Massaua (im heutigen Eritrea), Suakin (im Sudan) und Aidhab (in Ägypten). Anfang des 17. Jahrhunderts gründeten Holländer und Briten Handelsniederlassungen, im 18. Jahrhundert auch Franzosen. Der Warenumschlag fand im Ort statt, ein Vordringen ins abgeschottete Hochland war den fremden Händlern nicht erlaubt. Im 17. und 18. Jahrhundert lebten in der Stadt bis zu 30.000 Einwohner. Dies war die Blütezeit von al-Mucha, welche das Monopol im Welthandel mit Kaffee besaß und mit der Lieferung nach Europa kaum nachkam.
Auf der Suche nach Stützpunkten wurde Mokka 1820 von britischen Marinesoldaten besetzt, 1839 wurde aber zugunsten einer britischen Handelskolonie in Aden entschieden. Der Niedergang setzte mit dem Ausbau des Hafens in Aden Mitte des 19. Jahrhunderts ein und wurde durch Kriegswirren beschleunigt. Die Vermarktung von Kaffee erfolgte zur Kolonialzeit weltweit.
Es wird angenommen, dass die antike Hafenstadt Muza am Ort des heutigen Mokka lag.

## Heutige Situation

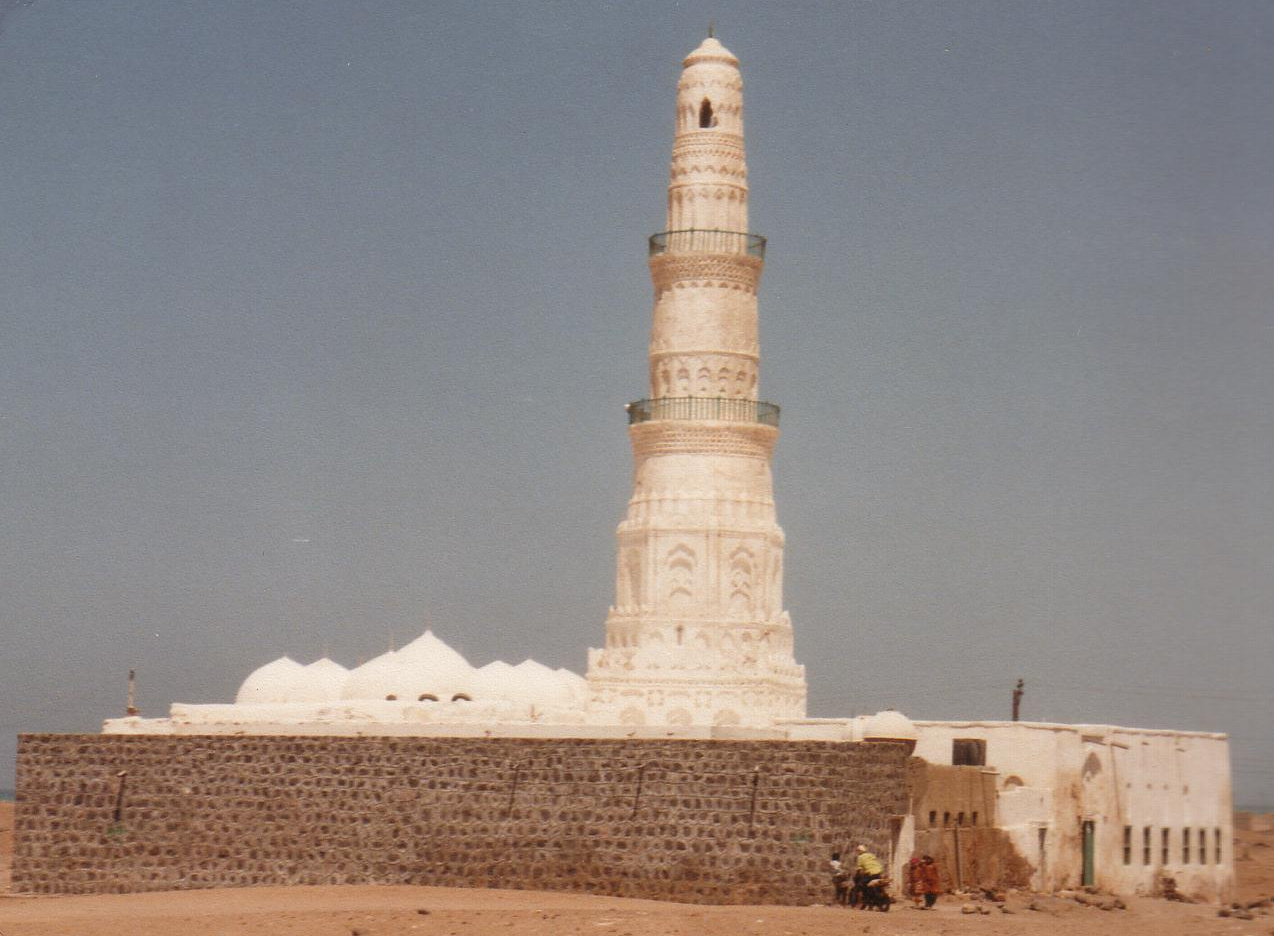
Große Moschee

Die großen Wohn- und Handelshäuser aus besseren Zeiten werden allmählich von Sanddünen der Tihama-Wüste eingeebnet und sind praktisch nicht mehr bewohnt. Vor und neben diesen (Bau-)Ruinen leben die Einwohner zumeist als Fischer in einfachen Unterkünften. Beim Zensus 1994 betrug die Einwohnerzahl 10.355, einschließlich einer weitläufigen Siedlung an der Zufahrtsstraße im Osten. Für 2005 wurden 14.562 Einwohner geschätzt. Die Berechnung für 2012 liegt bei 10.146 Einwohnern. Zwei Kilometer südlich des Ortes wurde ein Industriehafen angelegt. Geringfügiger Grenzverkehr mit Booten besteht nach Dschibuti und Berbera.
Sehenswert sind die Reste des alten Leuchtturms sowie Reste von Wanddekor an den alten Kaufmannshäusern und das weiße Minarett der Großen Moschee aus dem 15. Jahrhundert.